# Jānis Stradiņš

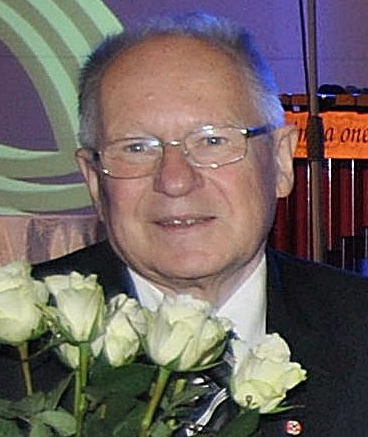
Jānis Stradiņš, 2010

Jānis Stradiņš (* 10. Dezember 1933 in Riga in Lettland; † 29. November 2019) war ein lettischer Professor für Physikalisch-organische Chemie, Wissenschaftshistoriker und Leiter des staatlichen Forschungsprogramms „Letonika“. Er war von 1998 bis 2004 Präsident der Lettischen Akademie der Wissenschaften in Riga. Er war Mitglied vieler internationaler Organisationen.

## Leben
Jānis Stradiņš war der Sohn des Chirurgen Pauls Stradiņš (1896–1958), nach dem die Stradiņš-Universität Riga (für Medizin) benannt ist. Er besuchte das staatliche deutsche Gymnasium in Riga-Āgenskalns (Hagensberg) und studierte anschließend, bis 1956, an der chemischen Fakultät der Universität Lettlands (Latvijas Universitāte). Nach dem Studium arbeitete er am Institut für organische Synthese der Lettischen Akademie der Wissenschaften. 1960 verlieh ihm die Lomonossow-Universität Moskau den akademischen Grad eines Kandidaten der Wissenschaften. 1961 gestaltete er das Laboratorium für Physikalisch-organische Chemie, das er bis 2006 leitete. Von 1972 bis 1976 war er Dozent an der Universität Lettlands und ab 1974 Professor.
Stradiņš war aktiver Teilnehmer der Unabhängigkeitsbewegung 1989. Ab 1990 arbeitete er als Forscher am historischen Institut der Universität Lettlands, ab 1992 auch am Historischen Institut der Stradiņš-Universität Riga.
Von 1996 bis 1998 war Stradiņš Vizepräsident der Lettischen Akademie der Wissenschaften und von 1998 bis 2004 deren Präsident. 2004 wurde er Vorsitzender des Senats der Akademie.
Schon während der Zeit der sowjetischen Okkupation Lettlands setzte sich Stradiņš für eine realistische Bewertung des deutsch-baltischen Beitrags in der Geschichte Lettlands ein.

## Mitgliedschaft in Organisationen
- 1987 Präsident, Lettische Gesellschaft für Wissenschaftsgeschichte.
- 1990 Leiter, Baltische Gesellschaft für Wissenschaftsgeschichte und Philosophie.
- 1990 bis 2007 Mitglied des Vorstands, Staatlicher Wissenschaftsrat Lettlands.
- 1991 ordentliches Mitglied, Academia Scientiarium et Artium Europaea, Salzburg.
- 1991 korrespondierendes Mitglied, Baltische Historische Kommission, Göttingen.
- 1993 korrespondierendes Mitglied, Sächsische Akademie der Wissenschaften, Leipzig.
- 1994 Mitglied, Deutsche Akademie der Naturforscher (Leopoldina).
- 1994 ausländisches Mitglied, Litauische Akademie der Wissenschaften.
- 1995 Mitglied, New York Academy of Sciences.
- 1998 ausländisches Mitglied, Estnische Akademie der Wissenschaften.
- 1998 Kurator des Instituts EUROLAT.
- 2002 ausländisches Mitglied, Georgische Akademie der Wissenschaften.
- 2006 Leiter, Staatliches Forschungsprogramm Letonika.

## Auszeichnungen
- 1970 Ehrendiplom der Sowjetgesellschaft für Geschichte der Naturwissenschaft.
- 1977 Purkinje Silbermedaille der Universität Brünn.
- 1978 und 1980 Silber- und Bronzemedaille der UdSSR-Ausstellung für Errungenschaften nationaler Wirtschaft.
- 1980 Staatspreis der Sowjetrepublik Lettland.
- 1983 Pauls-Stradiņš-Preis des Museums für Geschichte der Medizin, Riga.
- 1986 Verdienter Wissenschaftler der Sowjetrepublik Lettland.
- 1988 Paul-Walden-Medaille, Technische Universität Riga.
- 1990 S. Hiller Medaille, Lettisches Institut für organische Synthese.
- 1990 Ehrenmitglied, Wilhelm-Ostwald-Gesellschaft in Großbothen.
- 1990 Ehrenmitglied der lettischen Kulturstiftung.
- 1993 Große Medaille der Lettischen Akademie der Wissenschaften.
- 1994 G. Vanags-Preis für Chemie der Lettischen Akademie der Wissenschaften.
- 1994 T. Grothuss-Medaille, Litauische Akademie der Wissenschaften.
- 1995 Drei-Sterne-Orden der Republik Lettland.
- 1995 Mitglied, New York Academy of Sciences.
- 1995 D. H. Grindel-Medaille, GRINDEX Pharma, Lettland.
- 1995 Ehrenmitglied, Lettische Pharmazeutische Gesellschaft.
- 1995 George Soros Harmonie-Preis.
- 1996 Ehrenmitglied, Akademische Gesellschaft Austrums [Osten].
- 1996 P. Snikers Medaille (Fraternitas Metropolitana).
- 1998 Ehrenmitglied, Lettischer Kulturfonds.
- 1998 Medaille Pro Merito, Europäische Akademie der Wissenschaften und Künste[7].
- 1999 Medaille der Akademien der Wissenschaften der drei baltischen Staaten.
- 2000 Ehrenpräsident, Lettische Gesellschaft für Geschichte der Medizin.
- 2000 Ehrenmitglied, Technische Universität Riga.
- 2001 Professor der Chemie und Geschichte, World Information Distributed University, Brüssel.
- 2001 Orden der Französischen Ehrenlegion.
- 2001 Preis des Ministerkabinetts der Republik Lettland.
- 2001 L. Liepiņš-Medaille, Institut für organische Chemie, Riga.
- 2001 Ehrenmitglied, Estnische Gesellschaft für Wissenschaftsgeschichte.
- 2004 Orden des Marienland-Kreuzes (terra mariana), Estland.
- 2004 Ordine Al merito della Republica (Italien).
- 2004 Wilhelm-Ostwald-Medaille, Sächsische Akademie der Wissenschaften.[8]
- 2004 Preis der Stadt Riga.
- 2005 Medaille für die Verteidigung der Barrikaden im Jahr 1991.
- 2006 Ehrenmitglied, Litauische Gesellschaft für Geschichte und Philosophie der Wissenschaft.
- 2006 Ehrenmitglied, Rigasche Lettische Gesellschaft (Rīgas Latviešu Biedrība).[9]
- 2006 A. N. Kost-Medaille, Universität Moskau und Mendelejew-Gesellschaft.
- 2007 Stipendiat auf Lebenszeit, Lettischer Kulturkapitalfonds.

## Schriften (Auswahl)
Jānis Stradiņš ist Autor und Mitautor von 7 Büchern und über 330 wissenschaftlichen Publikationen über chemische Themen, außerdem 20 Büchern und über 270 wissenschaftlichen Publikationen über historische Themen.

### Als Autor
in der Reihenfolge des Erscheinens
- Lielā zinātnes pasaule un mēs. Verlag Zinātne, Riga 1980. [Die große Welt der Wissenschaft und wir]
- Etīdes par Latvijas zinātņu pagātni. Verlag Zinātne, Riga 1982. [Versuche zu Lettlands wissenschaftlicher Vergangenheit]
- Lomonosovs un Latvija. Verlag Zinātne, Riga 1987. (Lomonossow und Lettland)
- Zum deutschbaltischen Problemkreis in der Kulturgeschichte Lettlands. In: Jahrbuch des baltischen Deutschtums. Jg. 37 (1990), S. 29–44.
- Trešā atmoda. Raksti un runas 1988.–1990. gadā Latvijā un par Latviju. Verlag Zinātne, Riga 1992. [Dritte Erweckung Lettlands, Aufzeichnungen und Reden der Jahre 1988–1990 in Lettland und für Lettland]
- Die Deutschen in der Kulturgeschichte Lettlands unter besonderer Berücksichtigung der Wissenschaftsgeschichte. In: Institut Nordostdeutsches Kulturwerk Lüneburg (Hrsg.): Nordost-Archiv. Zeitschrift für Regionalgeschichte. ISSN 0029-1595, Neue Folge, Band 1, Heft 1, 1992, S. 123–156.[12]
- Verbindungen zwischen Lettland und den Deutschen auf dem Gebiet der Wissenschaft. In: Wilfried Schlau (Hrsg.): Die Völker des baltischen Raumes und die Deutschen (= Tausend Jahre Nachbarschaft. Bd. 4). Bruckmann, München 1995, S. 286–290.
- Augusta Bilenšteina devumu un likteni latvieša acim XX gadsimta nogale parlukojot [August Bielensteins Wirken und sein Schicksal aus der Sicht eines Letten am Ende des 20. Jahrhunderts]. In: Kāda laimīga dzīve. Dobeles mācītāja Dr. A. Bīlenšteina autobiogrāfija. (August Bielenstein: Ein glückliches Leben. Selbstbiographie). Aus dem Deutschen übertragen von Lūcija Kazeniece. Rīgas Multimediju centrs, Riga 1995, ISBN 3-88758-070-2, S. 372–387.
- Latvian science in exile and its reintegration with science in Latvia. In: Proceedings of the Estonian Academy of Sciences / Humanities and social sciences. Bd. 44 (1995), S. 129–137.
- Zum 5. Jahrestag der Wiederherstellung der Unabhängigkeit Lettlands. Übersetzt von Daiga Lapiņa. In: Baltica. Die Vierteljahresschrift für baltische Kultur. Jg. 8 (1995), Heft 2, S. 18–24.
- Lettland ohne die Deutschbalten. In: Wilfried Schlau (Hrsg.): Die Deutschbalten (= Vertreibungsgebiete und vertriebene Deutsche. Studienbuchreihe der Stiftung Ostdeutscher Kulturrat. Bd. 6). Langen Müller, München 1995, ISBN 3-7844-2524-0, S. 154–171.[13]
- Garlība Merķela „Latvieši“ un mēs. In: Latvijas vēsture. Jg. 24 (1996), Heft 5, S. 33–36.
- Wilhelm Ostwalds Rigaer Jahre und die Entstehung der klassischen physikalischen Chemie. In: Acta medico-historica Rigensia. Neue Folge, Bd. 3 (Bd. 22 der Gesamtreihe) (1997), S. 55–70.
- Ansprache zur Eröffnung des Internationalen Symposiums „Ernst von Bergmann und die Medizin seiner Zeit“. In: Acta medico-historica Rigensia. Neue Folge, Bd. 3 (Bd. 22 der Gesamtreihe) (1997), S. 173–176.
- Die Kurländische Gesellschaft für Literatur und Kunst in ihrer historischen Bedeutung. In: Jahrbuch des baltischen Deutschtums. Jg. 45 (1997 [1998]), S. 12–16.
- Wilfried Schlau zum 80. In: Baltische Briefe. Bd. 50 (1997), Heft 5 (Nr. 583 der Gesamtreihe), S. 14.
- Latvijas Zinātņu akadēmija 50 gadi. Verlag Zinātne, Riga 1998. [50 Jahre Lettische Akademie der Wissenschaften]
- J. W. Goethe and the Baltics. Introductory remarks. In: Acta medico-historica Rigensia. Neue Folge, Bd. 5 (Bd. 24 der Gesamtreihe) (2000), S. 287–291.
- 800 years of science in Riga, Latvia. Proceedings of the Latvian Academy of Sciences, Reihe B, 2002, Bd. 56, Nr. 4/5, S. 145–154.
- Science and scientist in Latvia: A historical perspective. Proceedings of the Latvian Academy of Sciences, Reihe B, 2003, Bd. 57, Nr. 1/2, S. 42–55.
- Становление и развитие Латвийского института органического синтеза за 50 лет (1957–2006). Химия гетероциклических соединений, 2007. [Entstehung und Entwicklung des lettischen Instituts für Organische Synthese über 50 Jahre]
- Zinātnes un augstskolu sākotne Latvijā. Verlag Latvijas vēstures institūta apgāds, Riga 2012, ISBN 978-9984-82427-7 [Der Beginn der Wissenschaft und der Hochschulen in Lettland].[14]
- Das alte Rigasche Polytechnikum (1862–1918): Seine Bedeutung für das Baltikum und die internationale Welt. In: Deutsch-Baltisches Jahrbuch. Bd. 61 (2013), S. 59–65.[15]
- Transformation of the Academy of Sciences (1990s) and accomplishments in Latvian science. In: Latvian Academy of Sciences YearBook 2017. Zinātne, Riga 2017, ISBN 978-9934-549-35-9, S. 8–14.

### Als Mitautor
- mit Heinrihs Strods: Jelgavas Pētera akadēmija: Latvijas pirmās augstskolas likteņgaitas. Verlag Zinātne, Riga 1975. [Die Mitauer Academia Petrina]
- mit Raimonds Valters: Organiskā ķīmija Latvijā. Verlag Zinātne, Riga 1985. [Organische Chemie in Lettland]
- mit Kārlis Eriks Arons: Werdegang eines Wissenschaftlers. Georg Friedrich Parrots Tätigkeit in Riga (1795–1801). In: Acta medico-historica Rigensia. Neue Folge, Bd. 1 (Bd. 20 der Gesamtreihe) (1992), S. 177–199.
- mit Kārlis Eriks Arons: Georg Friedrich Parrots Tätigkeit in Riga (1795–1801). In: Heinz Ischreyt (Hrsg.): Zentren der Aufklärung. Bd. 2: Königsberg und Riga (Wolfenbütteler Studien zur Aufklärung, Bd. 16). Tübingen 1995, ISBN 3-484-17516-8, S. 237–255.
- mit Dzintra Cēbere: Scientific contacts between Latvia and Scandinavian countries in 17–20 centuries. In: Proceedings of the Estonian Academy of Sciences / Humanities and social sciences. Bd. 44, 1995, S. 123–128.
- mit Kārlis Eriks Arons und Arnis Vīksna: Tāds bija mūsu laiks ... Paulam Stradiņam simtajā dzimšanas dienā. Verlag Sprīdītis, Riga 1996, ISBN 5-7960-0391-7. [Das war unser Leben ...] Darin: Jānis Stradiņš: Curriculum vitae (ar atkapem un piebildem) [Curriculum vitae (mit Abschweifungen und Bemerkungen)], 301–366.
- mit Alida Zigmunde: Die Bedeutung des alten Polytechnikums zu Riga (1862–1918) für das Baltikum und die internationale Welt. In: Baltica. Die Vierteljahresschrift für baltische Kultur. Jg. (2012), Heft 1, S. 4–17.

### Als Herausgeber
- Latvieši un Latvija [Die Letten und Lettland]. Latvijas Zinātņu Akadēmijas Senats, Riga 2013 (4 Bände) ISBN 978-9934-8373-5-7; darin die Artikel Augstāka izglītība Latvijas vēsturē [Höchste Ausbildung in der lettischen Geschichte], Zinatnes attistības pamatmeti Latvijā (līdz 1940. gadam) [Die Grundlagen für die Entwicklung der Wissenschaft in Lettland (bis 1940)], Latvijas zinātne totalitāras lielvalsts un neatkarīgas republikas sistēmā (1940–2012) [Wissenschaft in Lettland als Teil einer totalitären Großmacht und das System im unabhängigen Lettland (1940–2012)][16]
- Latvia and Latvians. Collection of scholarly articles, zwei Bände. Lettische Akademie der Wissenschaften, Riga 2018.